# Alex Fitzpatrick
Alexander Stewart "Sandy" Fitzpatrick (Skócia, Paisley, 1944. december 22.) skót-kanadai profi jégkorongozó.

## Karrier
Komolyabb junior karrierjét az OHL-es Guelph Royalsban kezdte 1962–1963-ban. A következő két idényben a szintén OHL-es Kitchener Rangersben játszott majd 1964–1965-ös szezon közben előbb az NHL-be a New York Rangers hívták fel majd leküldték a CPHL-es St. Paul Rangersbe. A következő szezonban a szintén CPHL-es Minnesota Rangersben játszott. 1966–1967-ben a CPHL-es Omaha Knightsba került majd a következő idényben a Memphis South Starsból felhívták a Minnesota North Starsba. Ezután már soha többet nem játszott az NHL-ben. 1968–1969-ben a ismét Memphis South Starsban játszott. 1969–1972 között a WHL-es San Diego Gullsban játszott és 1972-ben visszavonult.